# Săgagea
Săgagea – wieś w Rumunii, w okręgu Alba, w gminie Poșaga. W 2011 roku liczyła 224 mieszkańców.